# Société anonyme à participation ouvrière
 (mars 2008).
Si vous disposez d'ouvrages ou d'articles de référence ou si vous connaissez des sites web de qualité traitant du thème abordé ici, merci de compléter l'article en donnant les références utiles à sa vérifiabilité et en les liant à la section « Notes et références ».
En droit français, une société anonyme à participation ouvrière ou SAPO est une variété de société anonyme où coexistent deux types d'actions : de classiques actions de capital d'une part et des « actions de travail » d'autre part (article L.225-260 du Code de commerce). Ces actions de travail ne sont pas attribuées aux salariés eux-mêmes mais à la collectivité des salariés, via une société coopérative de main-d’œuvre (C. com., art. L.225-261).
Cette attribution est fixée dans les statuts uniquement par les actionnaires, car ils sont les seuls reconnus comme apporteurs de capitaux (le « capital social » inscrit dans le bilan), et elle ne repose pas sur des critères précis. Dans tous les cas, cette attribution est suffisamment faible pour ne pas compromettre le rôle majoritaire des actionnaires pour toute décision.

## Origine
Initiée par la loi Briand du 26 avril 1917, la SAPO est la première réelle tentative de représentation des salariés dans les sphères de direction de la société anonyme. Les règles de fonctionnement de cette société ont été modifiées par la loi no 77-748 du 8 juillet 1977 et sont aujourd'hui intégrées au code de commerce (C. com., art. L. 225-258 à L. 225-270).

## Fonctionnement
La société anonyme à participation ouvrière (SAPO) est une société anonyme composée d'une structure dénommée « société coopérative de main-d’œuvre » (SCMO), groupement qui n'a de société (et de coopérative) que le nom et qui n'a en fait pour objet que de permettre aux salariés qui en font automatiquement partie de participer à la gestion et aux résultats de la société anonyme qui l'englobe.
Via cette SCMO, les salariés qui agissent par l'intermédiaire de représentants désignés peuvent donc participer, dans la mesure des actions de travail, aux assemblées générales et conseils d'administration, à la distribution des dividendes et donc non seulement à la vie mais encore à la prospérité de la société.

## Histoire
La SAPO est instituée par la loi du 26 avril 1917, dite « loi Briand », du nom de l’ancien Président du Conseil de la Troisième République, instigateur de la loi avec M. Chéron, alors ministre du Travail, et M. Deloncle rapporteur du projet de loi devant le Sénat le 23 décembre 1915 .
Depuis cette date, et comme le constatait, dès 1919 Henri Mouret, avocat à la Cour d’Appel de Toulouse, peu de sociétés anonymes anciennes ou nouvelles ont adopté la forme à participation ouvrière, parce que trop avant-garde, sans doute. En effet lors de la Première Guerre mondiale, le statut de SAPO pouvait sembler en décalage avec les préoccupations de l’époque. Mais depuis, la législation en matière de droit du travail, droit des sociétés, a fortement évolué. L’actualité rattrape la SAPO, à la suite de l'adoption de nombreuses lois traitant de l’actionnariat salarial et des différentes formes de participation. Dans les lois actuelles nous retrouvons l’esprit des deux caractéristiques fondamentales de la SAPO, premièrement la reconnaissance de l’apport en industrie, et deuxièmement que la rémunération de cet apport repose sur la distribution collective d’un dividende de travail.
En effet, la loi du 30 décembre 2006 fait référence à la création d’ « un dividende du travail » reposant notamment, sur un supplément d'intéressement ou de participation, et sur des attributions d'actions gratuites aux salariés par les entreprises. Cette évolution législative peut être l’occasion de redécouvrir la SAPO, car la loi de 1917 repose justement sur l’attribution gratuite d’actions de travail aux salariés ; elle leur donne droit, notamment à un dividende de travail versé en fonction des bénéfices annuels de l’entreprise. Ce dividende n’est dû qu’après paiement d’un premier dividende réservé aux actions de capital ; il rémunère ainsi le capital apporté dans l’entreprise.
La deuxième loi qui réactualise la SAPO, la loi de modernisation de l'économie du 4 août 2008 permet d’étendre la notion d’apports en industrie dans les SAS à compter du 1er janvier 2009. L’apporteur en industrie se voit attribuer, en contrepartie des actions inaliénables. Celles-ci rappellent également les actions de travail attribuées collectivement aux salariés des SAPO. Elles sont aussi inaliénables et appartiennent à la SCMO qui regroupe obligatoirement l’ensemble du personnel de la société.
Ce préambule démontre combien l’idée originale de la SAPO et ses particularités juridiques, loin d’être désuètes, sont au contraire d’une grande actualité. De plus, au rebours des idées reçues, elle laisse lors de sa création et de la rédaction de ses statuts, une grande liberté aux dirigeants pour définir les modalités exactes de la participation qu’ils souhaitent accorder aux salariés.
Les actions de travail qui représentent la participation des salariés dans l’entreprise peuvent être fonction des actions de capital (les actions classiques). Ce choix a pour principale conséquence de maintenir tout au long de la durée de vie de la société, une parité équivalente entre les actions de travail et les actions de capital. En cas d’augmentation de capital, la règle de proportionnalité permet aux actions de travail d’augmenter dans les mêmes proportions que les actions de capital créées, préservant ainsi le système de la SAPO. La possibilité de lier le nombre des actions de travail aux actions de capital s’explique par la nature de l’apport des salariés, à savoir leur « force de travail », qui constitue une variante collective de l’apport en industrie. Les salariés ne peuvent pas, sur cette base, effectuer de nouveaux apports ; les actionnaires équilibrent donc entre eux, la part qu’ils prennent dans un capital en évolution. Cette option permet au système de la SAPO de perdurer en maintenant une équité entre les actions de travail et les actions de capital. Par contre, un tel mécanisme peut freiner des investisseurs extérieurs peu désireux de voir une partie de leur investissement rétribuer les salariés. Si cette optique inquiète le dirigeant intéressé par la SAPO, rien ne l’empêche d’opter pour une participation des salariés qui n’est pas fonction des actions de capital et qui peut ainsi être diluée lors des opérations d’augmentation de capital.
Ainsi la SAPO mérite-t-elle d’être redécouverte, car elle constitue une alternative crédible aux différentes formes d’actionnariat salarial déjà existantes et plus couramment utilisées.
"La SAPO, entre centenaire et nouvel horizon" Michel LULEK et Roger DAVIAU, Revue RECMA No 346

## Absence de succès
Il faut relever que cette institution originale est créée à une époque où il n'existait aucun mode de représentation du personnel, de participation à la gestion ou aux bénéfices.
Pour autant, la part réservée au collectif de salariés dépend exclusivement des apporteurs de capitaux, et les esprits demeuraient marqués par un fort conservatisme idéologique en une Europe troublée (guerre mondiale, montée du communisme…).
Cela explique le fait que ce type de société n'a, en pratique, rencontré que très peu de succès. Les actionnaires y ont préféré l'introduction plus progressive de moyens de participation des salariés dans la vie de l'entreprise, tels qu'institution des délégués du personnel et du comité d'entreprise, intéressement, plan d'épargne entreprise…
Après la Seconde Guerre mondiale, plusieurs entreprises de presse adoptent le statut de SAPO (mais aussi de coopérative de production). Nice-Matin en fut un exemple.
Ambiance Bois est un exemple de SAPO régie par les principes coopératifs, créée en 1988.
Nova Construction, fondé par Eric Pellerin, est également un exemple de SAPO.
La compagnie aérienne Union de transports aériens (UTA) adopte le statut de SAPO. Lors de la fusion-absorption d'Air France par UTA en 1992, la nouvelle entité conserve un temps ce statut. En 1995, Air France abandonne le statut de SAPO pour celui de société anonyme,. 
La Nouvelle République dispose de ce statut jusqu'en 2009

## Nouvelles perspectives
L'originalité d'une SAPO par rapport à une société par actions est l'existence de deux personnes physiques ou morales, actionnaires et collectif de salariés tous les deux sujets de droit, dont le droit d'être propriétaire si les conditions requises sont respectées, ex : payer de sa poche personnelle le bien à acquérir.
La dépendance exclusive aux actionnaires qui sont considérés comme les seuls apporteurs de capitaux quant à l'octroi d' « actions de travail » est fondée sur la non prise en compte de la contribution du collectif de salariés aux « actifs » de l'entreprise, bien que le bilan comptable permette facilement de déterminer cette contribution : (1-) la contribution des actionnaires est le « capital social », (2-) la contribution du collectif de salariés est la différence entre le montant des actifs (toujours égal au montant du passif) et le « capital social ».
Cette non prise en compte de la contribution du collectif de salariés aux « actifs » est la généralisation de ce qui se passe dans toute autre SA ou SARL qu'une SAPO, du fait de l'inexistence juridique du collectif de salariés dans celles-ci.
L'exclusivité d'appropriation par les actionnaires des moyens de production (les titres de propriété étant les actions ou les parts sociales), et ce quelle que soit leur contribution financière à ceux-ci (dont le montant est le « capital social » inscrit au bilan), n'est en effet possible que par l'inexistence juridique du collectif de salariés : il n'est pas sujet de droit et ne peut donc être propriétaire des objets de droit que sont les actions et, plus concrètement, des actifs.
Mais, dans une SAPO, le collectif de salariés est justement sujet de droit et il détient des « actions de travail » octroyées par les actionnaires.
Pour certains économistes et chercheurs, Cet octroi d'actions devrait justement être fondé, comme pour les actionnaires actuels, sur la contribution effective du collectif de salariés aux moyens de production, aux actifs de l'entreprise, et non fondée sur une clause arbitraire fixée dans les statuts. Ainsi, les actions des uns (les actionnaires) et des autres (le collectif de salariés) donneraient les mêmes droits de propriété, dont de décisions sur les destinées de l'entreprise, droits en proportion de la contribution de chacun, actionnaires et collectif de salariés.